# Municipio de New Maine
El municipio de New Maine (en inglés: New Maine Township) es un municipio ubicado en el condado de Marshall en el estado estadounidense de Minnesota. En el año 2010 tenía una población de 199 habitantes y una densidad poblacional de 2,08 personas por km².

## Geografía
El municipio de New Maine se encuentra ubicado en las coordenadas 48°24′48″N 96°19′16″O / 48.41333, -96.32111. Según la Oficina del Censo de los Estados Unidos, el municipio tiene una superficie total de 95.52 km², de la cual 95,52 km² corresponden a tierra firme y (0 %) 0 km² es agua.

## Demografía
Según el censo de 2010, había 199 personas residiendo en el municipio de New Maine. La densidad de población era de 2,08 hab./km². De los 199 habitantes, el municipio de New Maine estaba compuesto por el 100 % blancos. Del total de la población el 0,5 % eran hispanos o latinos de cualquier raza.